# Стрелков, Борис Николаевич
Бори́с Никола́евич Стрелко́в (24 апреля 1937, Люблино, Московская область, СССР) — советский футболист, вратарь. Мастер спорта СССР.

## Карьера
Начинал играть в футбол в родном Люблино, откуда стал попадать в сборную Московской области. Был приглашён в московское «Динамо», но, так как с более опытными вратарями Львом Яшиным и Владимиром Беляевым конкурировать не смог, отправился в дубль.
В 1958 году перешёл в кадиевский «Шахтёр», откуда уже в 1959 году перешёл в одноимённую сталинскую команду. Именно в донецком «Шахтёре» провёл свои лучшие годы карьеры, за которые два раза выигрывал Кубок СССР.
Карьеру завершал в волгоградском «Тракторе».

## Достижения
- Обладатель Кубка СССР (2): 1961, 1962
- Финалист Кубка СССР: 1963